# You Make Me Feel...
Singles par Cobra Starship
Wet Hot American Summer
(2010) Middle Finger
(2012)
You Make Me Feel... est une chanson de Cobra Starship featuring Sabi sorti le 10 mai 2011 aux États-Unis et 8 août 2011 en France, en collaboration avec la chanteuse Sabi.
Au 16 mai 2025, le clip totalise plus de 160 millions de vues.

## Classement par pays
| Classement (2011)                            | Meilleure position |
| -------------------------------------------- | ------------------ |
| Australie (ARIA)                             | 3                  |
| Australie (ARIA Dance)                       | 1                  |
| Belgique (Flandre Ultratop 50 Singles)       | 19                 |
| Belgique (Wallonie Ultratop 50 Singles)      | 14                 |
| Brésil (Billboard Brasil)                    | 21                 |
| Canada (Billboard Hot 100)                   | 4                  |
| Danemark (Tracklisten)                       | 40                 |
| Finlande (Suomen virallinen lista)           | 14                 |
| France (SNEP)                                | 13                 |
| France (Club 40)                             | 12                 |
| Irlande (IRMA)                               | 12                 |
| Japon (Hot 100)                              | 10                 |
| Pays-Bas (Nederlandse Top 40)                | 28                 |
| Pays-Bas (Single Top 100)                    | 58                 |
| Nouvelle-Zélande (RMNZ)                      | 1                  |
| Roumanie (UPFR)                              | 81                 |
| Écosse (OCC)                                 | 14                 |
| Suisse (Schweizer Hitparade)                 | 47                 |
| Royaume-Uni (UK Dance Chart)                 | 4                  |
| Royaume-Uni (UK Singles Chart)               | 16                 |
| États-Unis Billboard Hot 100                 | 7                  |
| États-Unis (Billboard Adult Pop Songs),      | 13                 |
| États-Unis (Billboard Hot Dance Club Songs), | 42                 |
| États-Unis Latin Pop Songs (Billboard),      | 13                 |
| États-Unis (Billboard Pop Songs)             | 4                  |
| États-Unis (Billboard Latin Songs)           | 33                 |

### Certifications
| Pays      | Organisme | Certification | Vente   |
| --------- | --------- | ------------- | ------- |
| Australie | ARIA      | 3 × Platine   | 210 000 |

## Classement de fin d'année
| Classement (2011)            | Position |
| ---------------------------- | -------- |
| États-Unis Billboard Hot 100 | 48       |